# 벨라루스계 카자흐스탄인
벨로루스계 카자흐스탄인(벨라루스어:Беларусы ў Казахстане, 카자흐어:Белорусы в Казахстане)은 카자흐스탄에 거주하는 벨라루스인이다. 인구는 76,484명(2021년)이며 전체의 0.40%를 차지하며 주로 카자흐스탄 북부에 거주한다.

## 같이 보기
- 슬라브족
- 동슬라브족
- 벨라루스인
- 카자흐스탄의 인구